# Almacari
Almacari (Al Maqqari), de nome completo Xabadim Abulabá Amade ibne Maomé ibne Amade ibne Iáia Alcoraixe (Shihab al-Din Abul Abbas Ahmad ben Muhammad ben Ahmad ben Yahya al Khurashi) foi um historiadores árabe nascido em Tremecém no ano 1591 e falecido em Cairo no ano de 1632.
Estudou em Fez e Marraquexe, onde viveu dedicado a tarefas literárias desde sua primeira peregrinação a Meca em 1618. A ele se deve grande parte das informações sobre a literatura andaluza produzida nos períodos de domínio islâmico na península ibérica . No ano seguinte se estabeleceu em Cairo. Em 1620 visitou Jerusalém e Damasco e, durante os seguintes seis anos, fez realizou a peregrinação outras cinco vezes.